# 美濃加茂市立蜂屋中学校
美濃加茂市立蜂屋中学校（みのかもしりつ　はちやちゅうがっこう）は、かつて岐阜県美濃加茂市に存在した公立中学校。

## 概要
- 美濃加茂市蜂屋地区が校区であった。
- 当初は太田中学校、加茂野中学校と一緒に統合し、西中学校となる予定であったが、住民の反対等により西中学校が新設されてから1年後、西中学校に統合され廃校。
- 跡地は蜂屋小学校の校地の一部（校地の北東部に該当）となっている。

## 沿革
- 1947年（昭和22年）4月1日 - 加茂郡蜂屋村に蜂屋村立蜂屋中学校として開校。蜂屋小学校の校舎の一部を仮校舎とする。
- 1952年（昭和27年） - 蜂屋小学校の北東部の山を整地し、中学校独立校舎の建設が決まる。建設地が硬い岩盤であったため、警察予備隊が演習目的で整地を行う。
- 1953年（昭和28年）7月22日 - 独立校舎が完成。
- 1954年（昭和29年）4月1日 - 太田町、古井町、下米田村、伊深村、蜂屋村、山之上村、加茂野村、三和村が合併し、美濃加茂市が発足。同時に美濃加茂市立蜂屋中学校に改称する。
- 1967年（昭和42年）3月31日 - 西中学校に統合され、廃校。

## その他
- 蜂屋中学校は西中学校に統合されたが、その後の校区変更により、蜂屋地区の多くは双葉中学校校区となっている[1]。